# 卤化银
卤化银是卤素（氟、氯、溴、碘等）与银元素形成的盐（氟化银、氯化银、溴化银、碘化银等），这些盐具有相似的化学性质。
- 氟化银（白色粉末，易溶于水）
- 氯化银（白色沉淀）
- 溴化银（浅黄色沉淀）
- 碘化银（黄色沉淀）

由于其高感光性，氯化银和溴化银大量用于摄影技术中。

## 性质
除碘化银为硫化锌型结构外，其他卤化银都为氯化钠型结构。
| 化合物                                     | 晶格       | 结构类型   | 晶格参数a（Å） |
| AgF                                        | fcc        | NaCl型结构 | 4.936          |
| AgCl（角银矿）                             | fcc        | NaCl型结构 | 5.5491         |
| AgBr（溴银矿）                             | fcc        | NaCl型结构 | 5.7745         |
| \| \| \| \| 面心立方(fcc) \| NaCl型结构 \| |            |            |                |
| 面心立方结构                               | 石岩型结构 |            |                |
| 面心立方(fcc)                              | NaCl型结构 |            |                |

从氟化银到碘化银，卤化银的溶解度逐渐降低，氯化银、溴化银和碘化银都是难溶于水的。它们的溶解度数据列在下表中：
| 化合物 | 溶解度 (g / 100 g H2O) |
| AgF    | 172                    |
| AgCl   | 0.00019                |
| AgBr   | 0.000014               |
| AgI    | 0.000003               |

- 氯化银可以溶于硫代硫酸钠、氰化物和氨水中（通过生成相应的银配合物）；
- 溴化银可以溶于氢溴酸、硫代硫酸钠、氰化物和氨水中，但溶于氨水的反应比氯化银要慢得多；
- 碘化银可以溶于氢碘酸、硫代硫酸钠和氰化物中；

- 除了一价的氟化银外，还有一氟化二银和二氟化银存在。